# Paphiopedilum callosum
Paphiopedilum callosum är en orkidéart som först beskrevs av Heinrich Gustav Reichenbach, och fick sitt nu gällande namn av Berthold Stein. Paphiopedilum callosum ingår i släktet Paphiopedilum och familjen orkidéer.

## Underarter
Arten delas in i följande underarter:
- P. c. callosum
- P. c. potentianum
- P. c. warnerianum

## Bilder

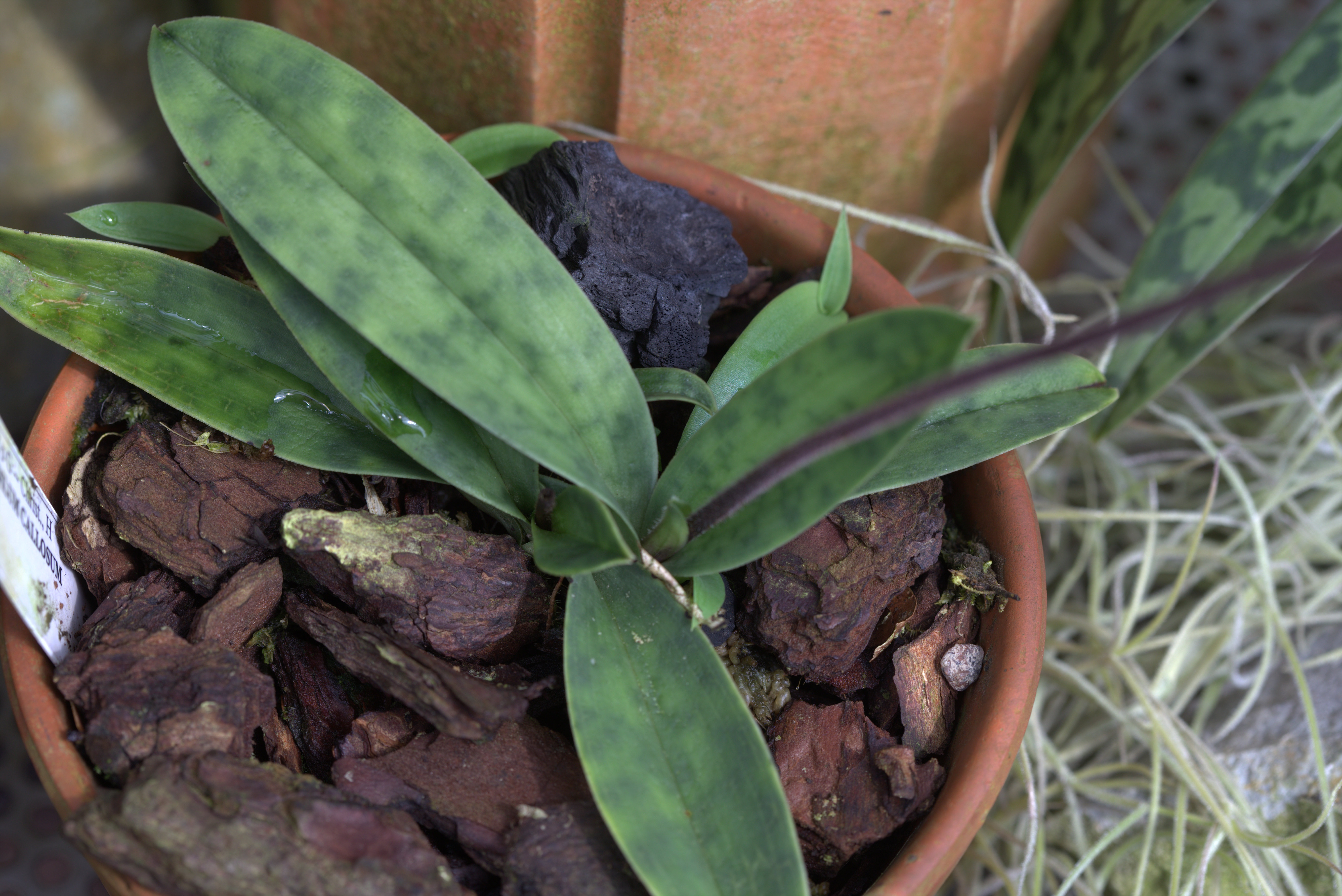
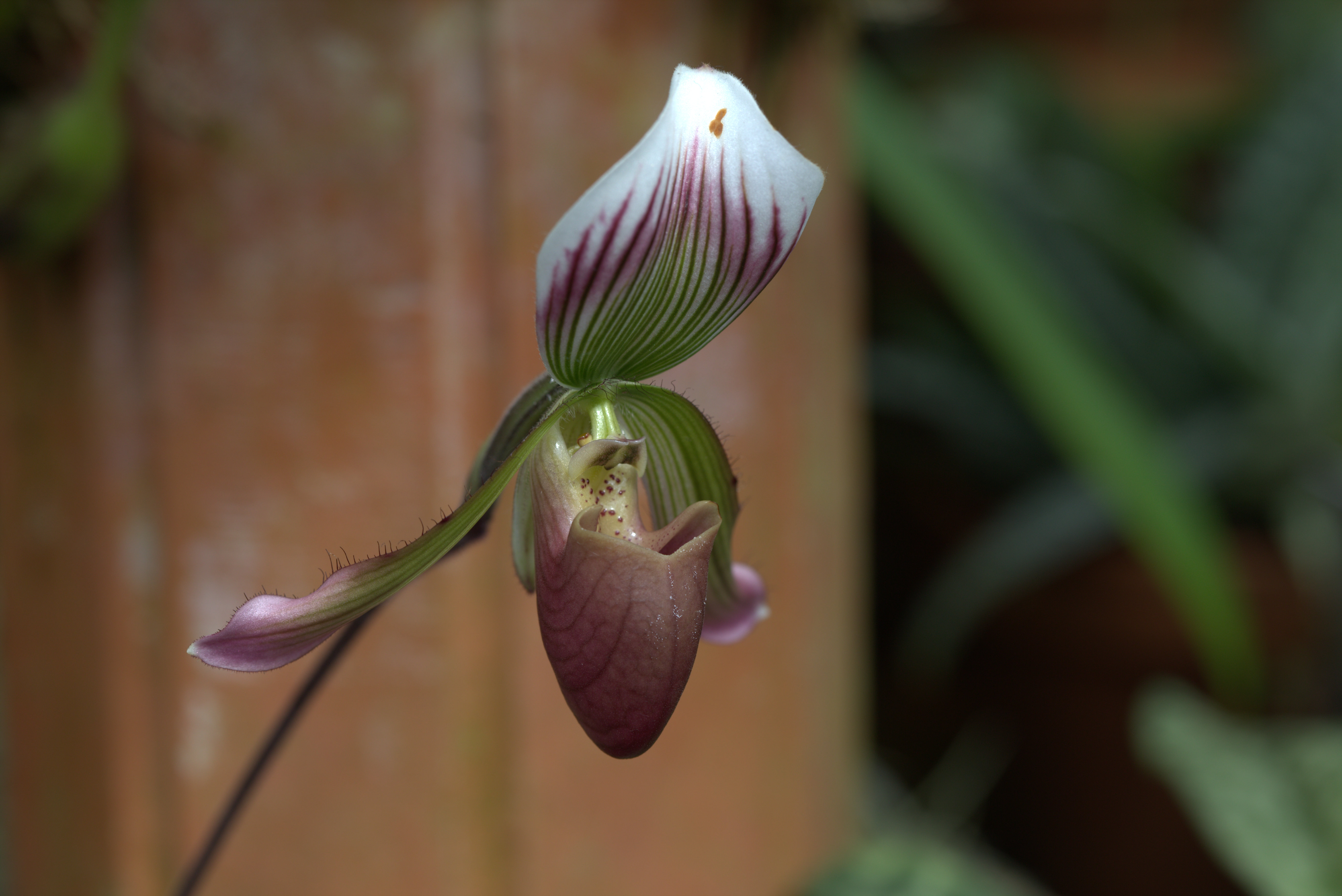
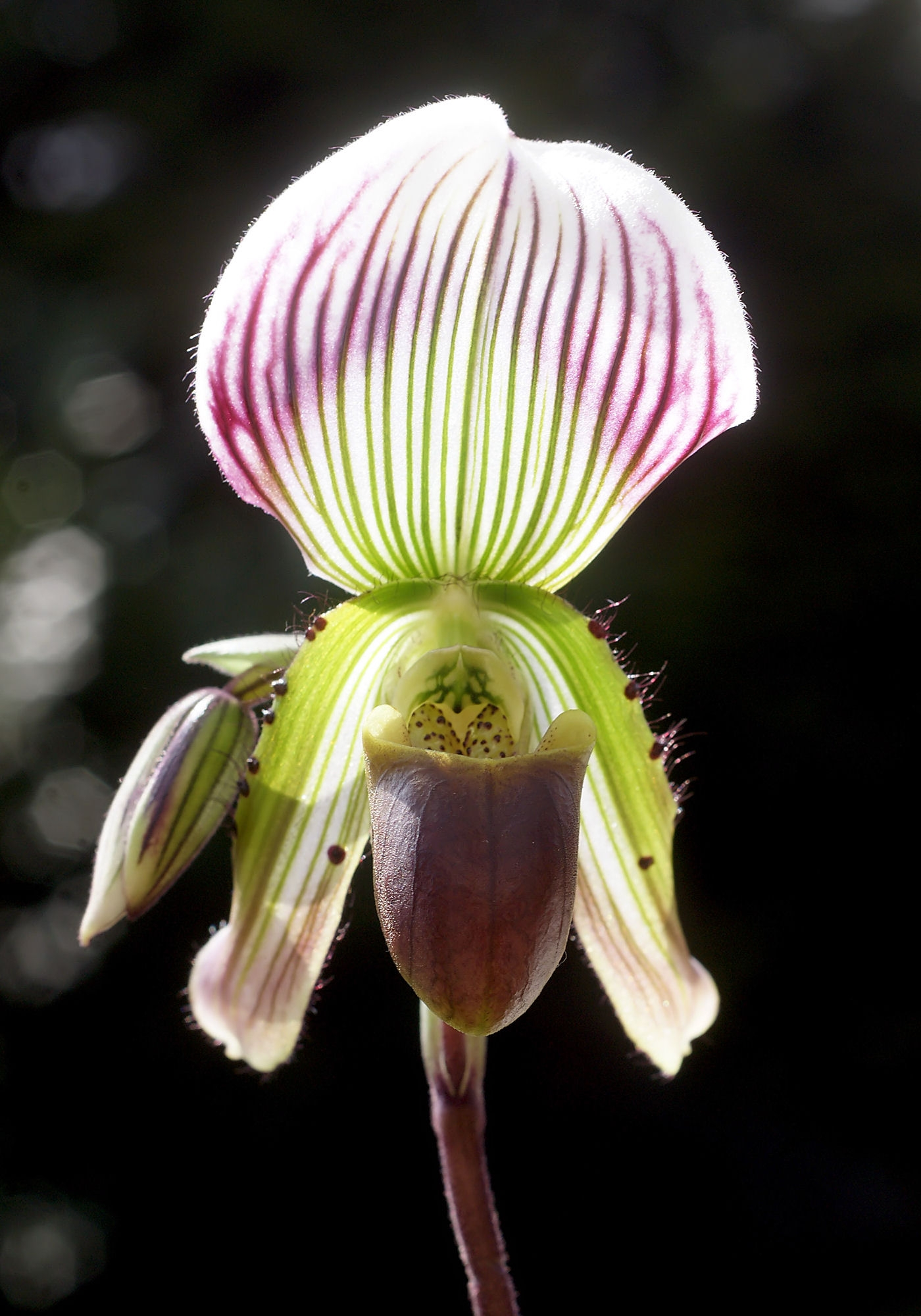
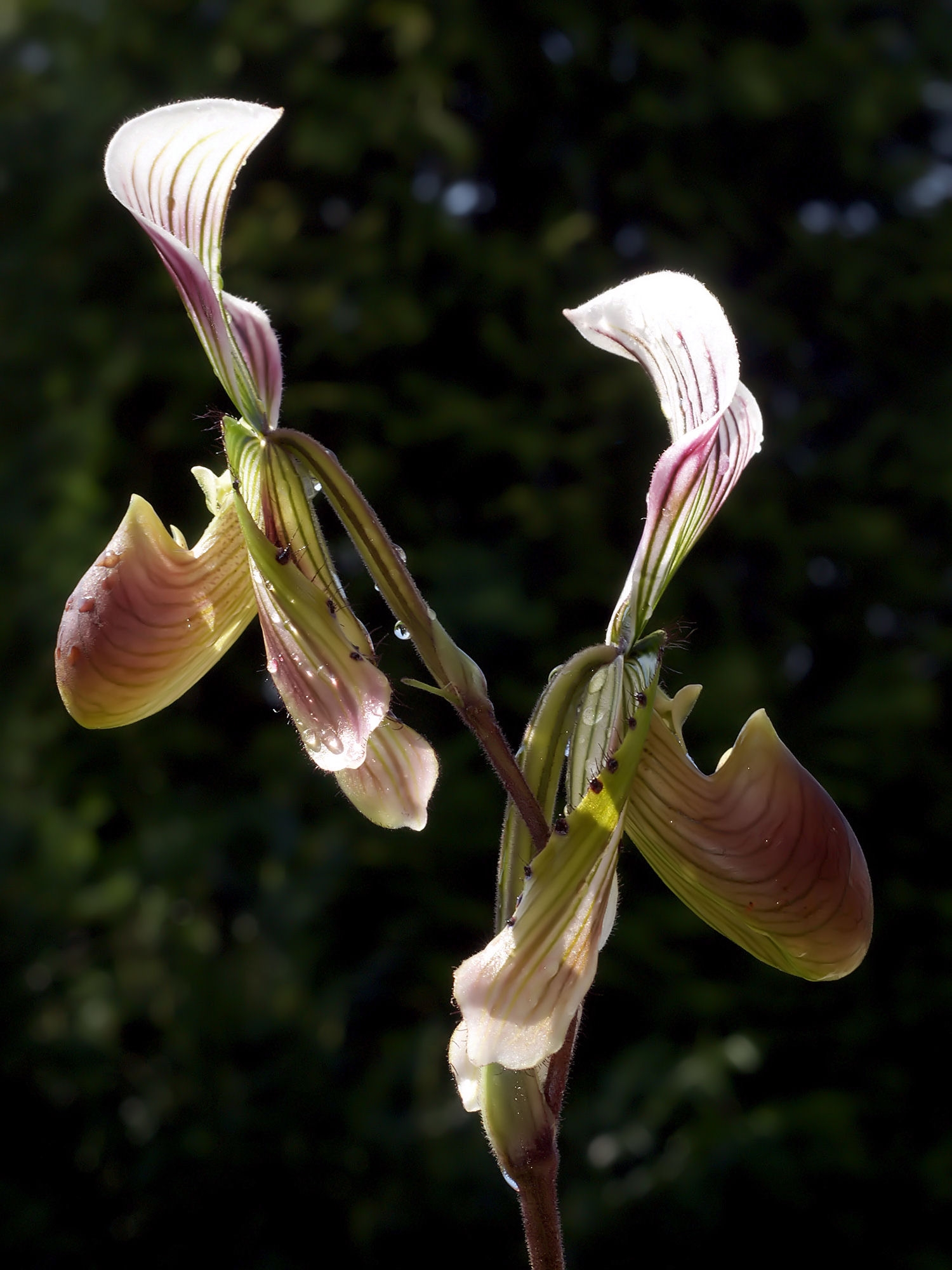
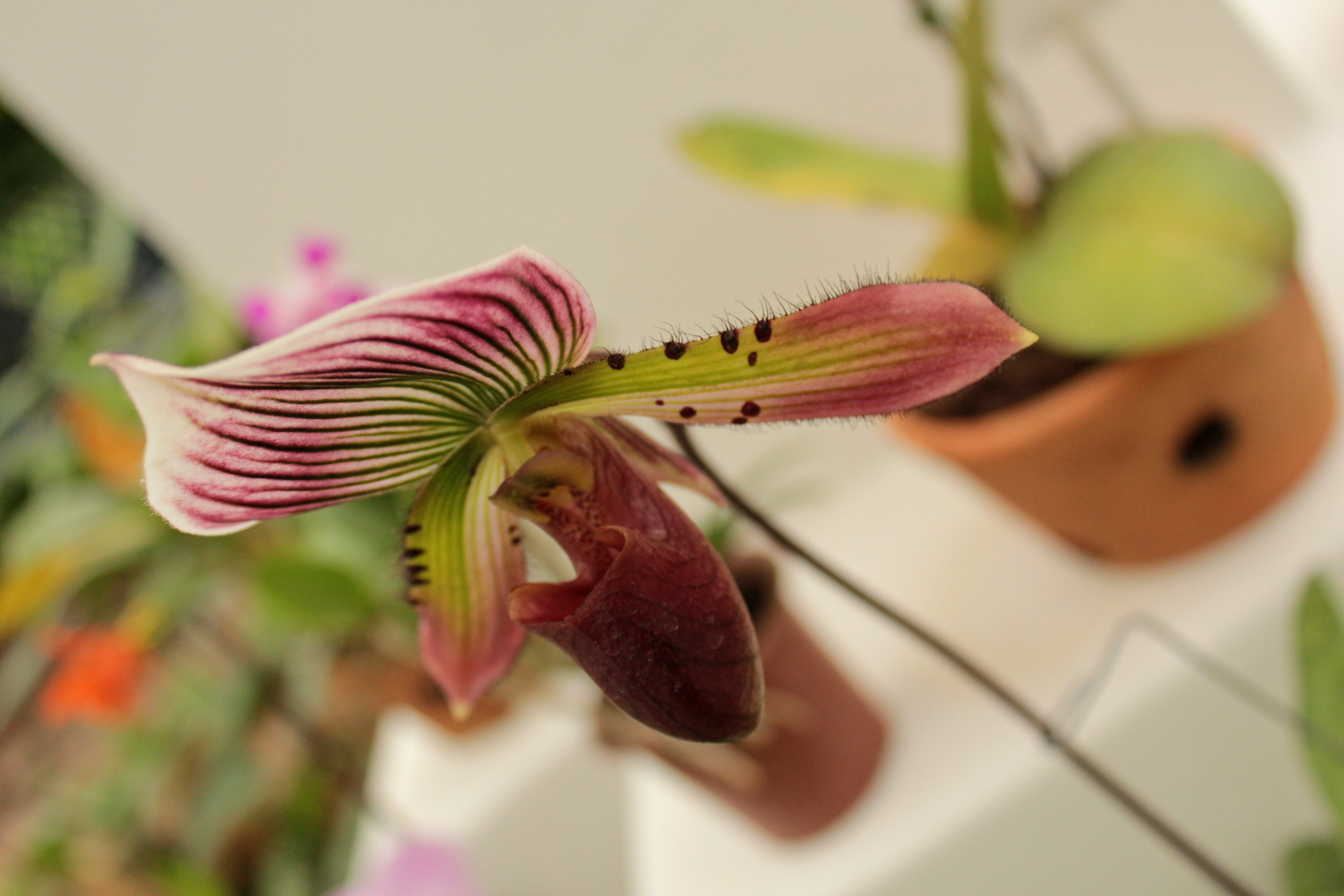